# ヴァランドスクールオブファインアート
ヴァランドスクールオブファインアートは、スウェーデンのヨーテボリ市にあるアートスクールで、1865年に設立された。現在はヨーテボリ大学の芸術学部に属している。現在修士号取得のための二つのプログラムが設置されており、一つは5年間のファインアートのプログラム、もう一つは既に美術の学士号取得者を対象としたC:Art:Mediaというアートとテクノロジーを横断的に研究する2年間のプログラムである。また最短で4年かかるとされる博士課程も置かれている。どちらのプログラムも入学するのは非常に難しく、通常およそ500人の出願者のうち入学できるのは20人程度である。スウェーデンでもっとも評判の良い美術の教育研究機関の一つとされており、およそ100名の学生が在籍している。